# W56
El W56 fue una ojiva termonuclear estadounidense producida a partir de 1963 que estuvo en servicio hasta 1993, en los ICBM Minuteman I y II. 
El W56 se fabricó en una serie de modelos, todos los cuales eran aproximadamente del mismo tamaño y tenían un rendimiento de 1.2 megatones. Las variantes Mod-1, Mod-2 y Mod-3 pesaban 272 kg, y con la variante Mod-4 que pesa 308 kg.  Todas las versiones eran de 442 mm de diámetro por 1201 mm de largo. 
El W56 demostró una relación rendimiento/peso de 4,96 kt por kg de peso del dispositivo, y muy cerca de los 5,1 kt pronosticados alcanzables en el arma de mayor rendimiento/peso jamás construida, el B41 del 25 megatones. Sin embargo, a diferencia del B41, que nunca se probó a pleno rendimiento, el W56 demostró su eficacia en el disparo XW-56X2 Bluestone de la Operación Dominic en 1962, tanto, según la información disponible en el dominio público, el W56 puede tener la distinción de demostrando la mayor eficiencia en un arma nuclear hasta la fecha. 
Los primeros modelos (Mod-1, Mod-2 y Mod-3) se produjeron a partir de 1963 y se retiraron en septiembre de 1966. El modelo Mod-4 estuvo en producción hasta 1969 y estuvo en servicio hasta 1993. Se produjeron 1,000 en total, de los cuales 455 eran Mod-4. 
Los primeros modelos tuvieron que ser reacondicionados para solucionar un problema de confiabilidad, lo que probablemente conduzca a su jubilación anticipada. 
Se almacenaron todas las ojivas W56 retiradas, que finalmente se desmantelaron a fines de junio de 2006. Se informó que una ojiva que tenía PBX de alto rendimiento pero altamente sensible en sus lentes explosivas, casi se detonó en 2005 cuando una cantidad insegura de presión se aplicó al explosivo mientras se desmontaba.